# Rajd Krakowski 1976
1. Rajd Krakowski – 1. edycja Rajdu Krakowskiego. Był to rajd samochodowy rozgrywany od 9 do 11 kwietnia  1976 roku. Była to druga runda Rajdowych Samochodowych Mistrzostw Polski w roku 1976. Rajd składał się z dwudziestu pięciu odcinków specjalnych. Został rozegrany na nawierzchni asfaltowej. Zwycięzcą rajdu został Andrzej Jaroszewicz.

## Wyniki końcowe rajdu[1][2]
| Miejsce | Kierowca             | Pilot              | Samochód                          | Czas    | Strata | Grupa Klasa |
| ------- | -------------------- | ------------------ | --------------------------------- | ------- | ------ | ----------- |
| 1       | Andrzej Jaroszewicz  | Ryszard Żyszkowski | Fiat 124 Abarth Rallye            | 1:38:17 | -      | IV          |
| 2       | Tomasz Ciecierzyński | Jacek Różański     | Polski Fiat 125p 1600 Monte Carlo | 1:47:14 | +8:57  | IV          |
| 3       | Jerzy Landsberg      | Marek Muszyński    | Renault 5 TS                      | 1:47:51 | +9:34  | II/7        |
| 4       | Janusz Książkiewicz  | Tadeusz Porębski   | Polski Fiat 125p 1600             | 1:49:06 | +10:49 | IV          |
| 5       | Henryk Ziemski       | Henryk Mieczaniec  | BMW 2002 Ti                       | 1:52:50 | +14:33 | II/9-13     |
| 6       | Jerzy Bachtin        | Zbigniew Dziadura  | Polski Fiat 125p 1600 Monte Carlo | 1:55:49 | +17:32 | IV          |
| 7       | Marian Bublewicz     | Stefan Osika       | Polski Fiat 125p 1500             | 1:56:39 | +18:22 | II/8        |
| 8       | Adam Masłowiec       | Andrzej Białowąs   | Polski Fiat 125p 1500             | 1:57:16 | +18:59 | I/8         |
| 9       | Józef Ważny          | Tomasz Wróbel      | Polski Fiat 125p 1600 Monte Carlo | 1:57:55 | +19:38 | IV          |
| 10      | Bogdan Wozowicz      | Ryszard Leś        | Polski Fiat 125p 1500             | 1:58:04 | +19:47 | II/8        |